# Nohur
Nohur (auch Nokhur) ist eine Siedlung im Süden Turkmenistans im Kopet-Dag-Gebirge. Die circa 5000 Einwohner, die in der abgeschiedenen Siedlung leben, haben sich eine einzigartige Kultur und Gebräuche erhalten. Nohur wird auch als Oberbegriff für eine Reihe kleinerer Siedlungen in der Region verwendet, deren Bewohner dieselben sprachlichen und kulturellen Besonderheiten aufweisen wie die Nohurs.

## Lage

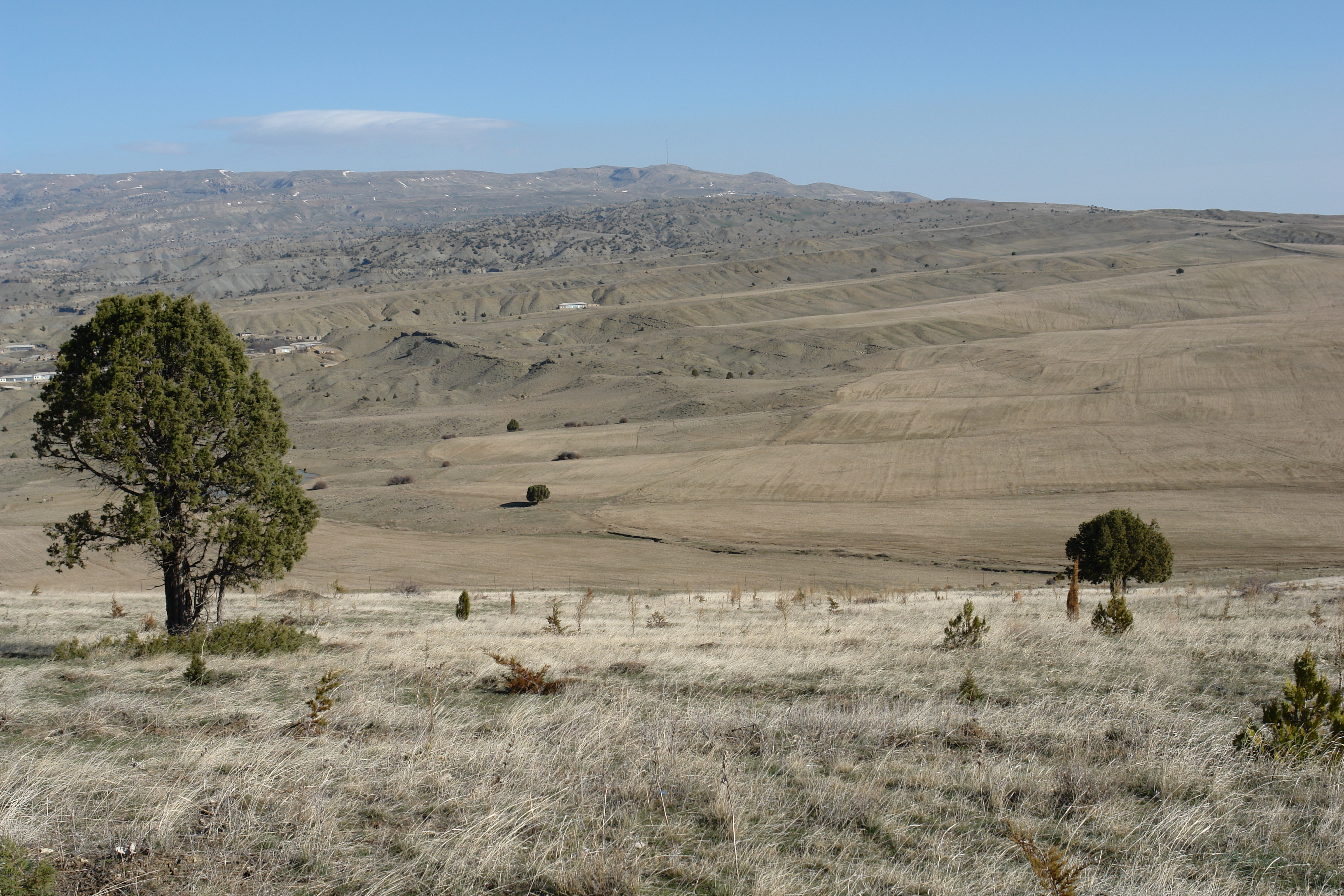
Landschaft nahe Nohur

Nohur liegt im Ahal welaýaty im Süden Turkmenistans, circa 180 Kilometer von der Hauptstadt Aşgabat entfernt. Das Dorf lässt sich am besten von der Fernstraße Aşgabat – Türkmenbaşy erreichen, von der aus eine circa einstündige Autofahrt durch schwieriges Gelände nach Nohur führt. Die Siedlung liegt auf knapp 1100 Metern Höhe im Kopet-Dag-Gebirge, das sich bis in den Iran erstreckt.

## Bewohner
Die Bewohner der Siedlung nennen sich Nohurli und unterscheiden sich in Sprache, Kultur und Gebräuchen von den übrigen Bewohnern Turkmenistans. Sie sprechen einen speziellen Dialekt der turkmenischen Sprache, der für andere Turkmenen kaum zu verstehen ist. Der Islam ist auch unter den Bewohnern Nohurs die vorherrschende Religion, wird aber stark mit Elementen aus dem Animalismus und dem Sufismus kombiniert. Beispielsweise werden den Hörnern der Bergziegen schützende Eigenschaften zugesprochen. Außerdem ist die Polygamie unter den Einwohnern Nohurs verbreitet. Die Nohurli sind in Turkmenistan bekannt für ihre auf Zusammenhalt und gegenseitige Unterstützung ausgelegte Arbeitsweise.
Auch der Phänotyp der Bewohner der Siedlung ist auffällig, da zahlreiche Menschen helle Haut, blaue Augen und rote Haaren haben, Merkmale, die sonst unter den Turkmenen kaum zu finden sind. Diese Beobachtung hat zu der These geführt, dass die Einwohner Nohurs Nachfahren der Truppen Alexander des Großen seien.

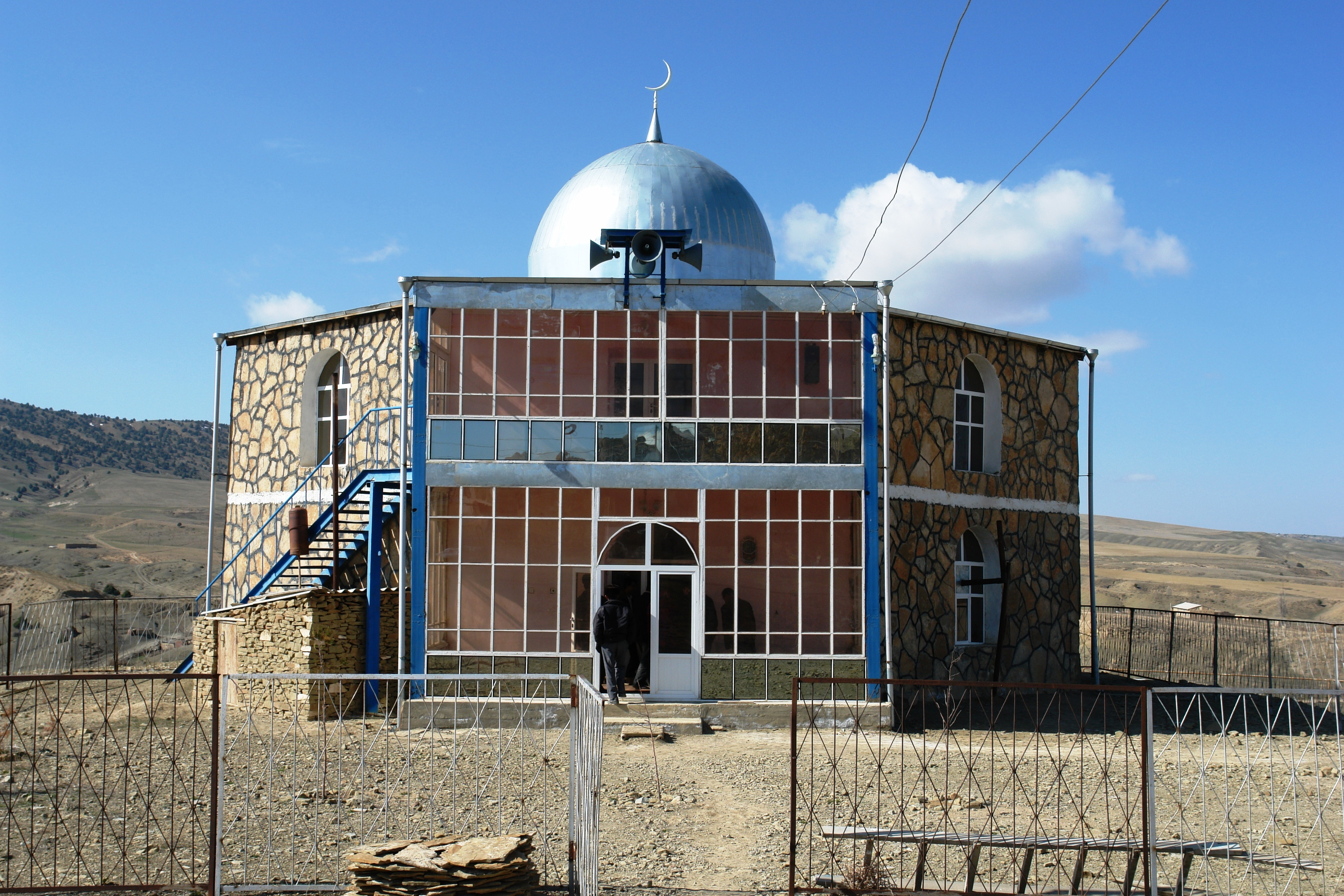
Moschee nahe Nohur

## Architektur
Die Architektur in Nohur enthält zahlreiche Elemente, die typisch für die traditionelle zentralasiatische Architektur sind. Dazu zählt die Lehmbauweise, in der die meisten Gebäude in der Siedlung errichtet sind. Zudem finden sich in Nohur zahlreiche Iwane, einseitig offene Innenhöfe, die von drei Seiten durch Häuserfassaden begrenzt sind.

## Friedhof
Außergewöhnlich ist auch der Friedhof der Siedlung. Hier sind Hunderte Grabhügel zu erkennen, jeweils geschmückt mit den Gehörnen der Bergziegen, die an Holzpfählen befestigt auf den Hügeln stehen. Die Gehörne sollen die Toten vor bösen Geistern schützen und dadurch einen sicheren Übergang in den Himmel zu gewährleisten.